# Inreisverbod (Trump)
Op 27 januari 2017 tekende president van de Verenigde Staten Donald Trump een decreet (Executive Order 13769) dat een inreisverbod inhield voor groepen burgers uit enkele in meerderheid islamitische landen. Het decreet verbiedt het inreizen van burgers uit Irak, Iran, Libië, Somalië, Soedan en Jemen naar de Verenigde Staten. Het staat geregistreerd als Executive Order 13769 en draagt als volledige titel Protecting the Nation from Foreign Terrorist Entry into the United States. Het decreet werd een week later, op 3 februari 2017, door de federale rechter van de stad Seattle opgeschort, nadat onder andere de staten Washington en Minnesota een rechtszaak tegen het decreet hadden aangespannen. Ook een tweede versie van het decreet (Executive Order 13780) werd grotendeels buiten werking gesteld door federale hoven.
Het hooggerechtshof van de Verenigde Staten besloot echter op 26 juni 2017 dat het in de herfst de pleidooien van de partijen zal aanhoren en dat in de tussentijd grote delen van het decreet ten uitvoer mogen worden gelegd. Op 24 september werd een derde versie van het inreisverbod afgekondigd met Presidential Proclamation 9645, waarmee er voor het federale hooggerechtshof feitelijk geen reden meer was om de zaak over decreet 13780 te behandelen. Ook deze laatste versie werd weer gedeeltelijk buiten werking gesteld door federale hoven in verschillende staten, maar op 4 december 2017 besloot het federale hooggerechtshof met 7 tegen 2 stemmen dat het verbod gewoon in kon gaan. Op 26 juni 2018 oordeelde het hooggerechtshof van de Verenigde Staten in het arrest Trump v. Hawaii dat het inreisverbod constitutioneel is. Op 20 januari 2021 hief de nieuwe presisent Joe Biden dit decreet op als onderdeel van de ondertekening van 15 executive orders direct na zijn aanstelling als president.

Kaart met betrokken landen.

## Inhoud
Het decreet schortte het United States Refugee Admissions Program (USRAP) voor 120 dagen op. Hierna moest het programma voortgezet worden, maar met bepaalde beperkingen voor de betrokken landen. Het decreet schortte tevens voor 90 dagen de toegang tot de VS op, zelfs voor visa die al toegekend zijn, voor burgers van bepaalde landen met een moslimmeerderheid. Het ging om de landen Irak, Iran, Libië, Somalië, Soedan en Jemen. Deze lijst moest in de toekomst aangepast worden. Het decreet schortte ook de toegang van Syrische burgers op voor een onbepaalde periode.

### Aanpassingen
Twee dagen na de ondertekening van het decreet bepaalde een Amerikaanse federale rechter dat alle reizigers met een geldig visum die in de Verenigde Staten aankomen gedurende een week niet mochten worden teruggestuurd naar het land van herkomst. Op 31 januari 2017 meldde de Amerikaanse minister van Binnenlandse Veiligheid John Kelly dat mensen met een dubbel paspoort waarvan één uit een van de zeven genoemde landen alsnog de Verenigde Staten mochten binnenkomen.
Op 3 februari schortte een federale rechtbank in Seattle het tijdelijke inreisverbod op. De opschorting was van toepassing op het gehele land. Volgens de openbaar aanklager leden inwoners van de staat Washington schade door de omstreden maatregel. Ook zou het inreisverbod discriminatie in de hand werken. Een dag later maakte het ministerie van Binnenlandse Veiligheid bekend de handhaving van het inreisverbod in zijn geheel te stoppen. Tegen de opschorting werd beroep ingesteld waarbij ook een spoedverzoek werd gedaan om het inreisverbod per direct weer mogelijk te maken. Een federaal hof van beroep heeft het spoedverzoek van de regering Trump echter afgewezen. Die beslissing bleef intact nadat de zaak nader was bepleit.

## Aanpassing: Executive Order 13780
Op 6 maart 2017 tekende Trump een aangepast decreet, Executive Order 13780, waarin Irak nu van de lijst was gehaald. Dit inreisverbod werd echter op 15 en 16 maart door rechters uit respectievelijk Hawaï en Maryland afgewezen, waarmee het niet kon ingaan.
In juni 2025 tekende president Trump een nieuw en volledig inreisverbod voor burgers uit twaalf landen. Het inreisverbod dat Trump woensdag ondertekende omvat vooral landen in het Midden-Oosten en Afrika. Voor nog eens zeven landen komen er beperkingen. Het gaat om Afghanistan, Myanmar, Tsjaad, Congo-Brazzaville, Equatoriaal-Guinea, Eritrea, Haïti, Iran, Libië, Somalië, Soedan en Jemen. Daarnaast worden gedeeltelijke beperkingen opgelegd aan burgers uit zeven landen: Burundi, Cuba, Laos, Sierra Leone, Togo, Turkmenistan en Venezuela. Het inreisverbod wordt op 9 juni van kracht.

## Reacties

### Verenigde Staten
Op 30 januari werd 2017 werd waarnemend minister van Justitie Sally Yates ontslagen omdat zij het decreet niet wilde verdedigen.
Joe Biden heeft op de eerste dag van zijn presidentschap het moslimverbod ongedaan gemaakt.

### Internationaal
Iran besloot burgers van de Verenigde Staten de toegang te ontzeggen tot het decreet opgeheven zou worden.
De Internationale Organisatie voor Migratie en het Hoog Commissariaat voor de Vluchtelingen riepen de VS op om hun traditie van onthaal van vluchtelingen verder te zetten.
Malala Yousafzai, die de Nobelprijs voor de Vrede kreeg in 2014, verklaarde door het besluit "gebroken" te zijn.

### Nederland
Premier Mark Rutte gaf in de Tweede Kamer te kennen het inreisverbod af te wijzen. Hij noemde de maatregel "op papier discriminerend".